# Deixa Entrar
Deixa Entrar é o primeiro álbum de estúdio do grupo brasileiro de forró Falamansa lançado em 2000. O álbum foi produzido por Roberto Lazzarini e por Sizão Machado e lançado pela gravadora Deckdisc . Foi o quarto álbum mais vendido de 2001. O álbum é certificado Diamante no Brasil, por vendas acima de 900 mil cópias.

## Antecedentes
Tato, autor e vocalista da banda, era DJ de forró e já tinha algumas composições próprias. Ele decidiu inscrever a composição "Asas" no 3º Festival de Música do Mackenzie. Tato porém não tinha uma banda. No evento, ele entregou a ficha de inscrição junto com uma fita cassete e ao ser questionado qual era o nome da banda, ele respondeu Falamansa. Tato convocou o amigo Alemão e estes convocaram mais dois para formar a banda. Todos ensaiaram duas tardes e "Asas" faturou o segundo lugar no evento. O álbum abriu com vendas de 21 mil cópias e veio a atingir a vendagem de mais de 900.000 cópias em um ano.

## Lista de faixas
| Edição original |                          |                                  |         |  |
| N.º             | Título                   | Compositor(es)                   | Duração |  |
| 1.              | "Deixa Entrar"           | Tato                             | 0:33    |  |
| 2.              | "Falamansa Song"         | Tato                             | 3:57    |  |
| 3.              | "Xote dos Milagres"      | Tato                             | 4:29    |  |
| 4.              | "Rindo à Toa"            | Tato                             | 3:42    |  |
| 5.              | "Confidência"            | Petrúcio Amorim Jorge de Altinho | 3:42    |  |
| 6.              | "Forró de Tóquio"        | Tato                             | 2:49    |  |
| 7.              | "Zeca Violeiro"          | Tato                             | 2:23    |  |
| 8.              | "Avisa"                  | Tato                             | 5:55    |  |
| 9.              | "Principiando/decolagem" | Valdir do Acordeon               | 1:56    |  |
| 10.             | "Asas"                   | Tato                             | 3:51    |  |
| 11.             | "Medo do Escuro"         | Tato                             | 3:33    |  |
| 12.             | "Oração"                 | Tato                             | 4:31    |  |
| 13.             | "Minha Gata"             | Accioly Neto                     | 3:01    |  |
| 14.             | "Desaforo"               | Tato                             | 2:54    |  |
| Duração total:  | Duração total:           | Duração total:                   | 47:16   |  |

## Certificações
| País (Empresa)             | Certificação | Vendas   |
| -------------------------- | ------------ | -------- |
| Brasil (Pro-Música Brasil) | Diamante     | +900.000 |